# Liaisons Dangereuses
Liaisons Dangereuses war eine deutsche Band, die 1981 von Beate Bartel (ehemals Mania D) und Chrislo Haas (zuvor Deutsch-Amerikanische Freundschaft) in Düsseldorf gegründet wurde. Sie gilt als einflussreiches Pionierprojekt moderner elektronischer Musik.

## Geschichte
Bereits vor der förmlichen Gründung der Liaisons Dangereuses hatten beide unter dem Namen CHBB zusammengearbeitet, in dieser Zeit entstanden vier jeweils zehn Minuten lange, unbetitelte Kassetten, die sich äußerlich nur anhand ihrer Coverfarben unterschieden und daher gelegentlich auch Schwarz, Silber, Blau und Rot genannt werden. Sie wurden in einer Auflage von nur 50 Stück veröffentlicht und werden üblicherweise zum Werk der Liaisons Dangereuses hinzugezählt.
Mit dem aus Barcelona zugereisten Sänger Krishna Goineau, der seit Ende der 1970er Jahre Mitglied der spanischen Post-Punk-Gruppe Xeerox war, veröffentlichten sie 1981 ihr Album Liaisons Dangereuses und die daraus ausgekoppelte Single Los niños del parque (deutsch: Die Kinder vom Park). Los niños del parque ist eine der meistverkauften Underground-Singles in Deutschland und später aufgrund der markanten, mit dem Korg MS-20 erstellten Basslinie vielfach gesampelt worden. Als recht eigenwillige Besonderheit ist die 6/4-Aufteilung der Basslinie zu nennen, welche gegen den 4/4-Rhythmus gestellt wird, eine in der Popmusik ungewöhnliche Polyrhythmik. Den Gesang auf Mystère dans le brouillard übernahmen sowohl Krishna Goineau als auch dessen Schwester Joanna.
So schmal das Œuvre der Liaisons Dangereuses auch ist, umso gewichtiger war sein Einfluss. Die kurze Zusammenarbeit der beiden Pioniere der deutschen elektronischen Musik nahm teilweise EBM und Techno vorweg und prägte diese Stile erheblich. Ihr Einfluss wird häufig mit dem von Kraftwerk und der Deutsch-Amerikanischen Freundschaft verglichen.
Nach der Auflösung der Band widmete Beate Bartel sich ihrem Projekt Matador (zusammen mit Gudrun Gut und Manon Duursma (vgl. Mania D und Malaria!)) und gab 1982 auf der documenta 7 in Kassel ihr Live-Debüt. 2004 trat sie zusammen mit Bettina Köster von Malaria! unter dem Namen KRACH auf und im Dezember 2005 überraschte sie das Stockholmer Publikum beim moment:berlin Festival als Bassistin in der Besetzung „BPWW“ (Beate Bartel, Bass; Martin Peter, Gitarre; Emilio Winschetti, Gesang; Thomas Wydler, Schlagzeug).
Krishna Goineau lebte zunächst in Düsseldorf und anschließend in Berlin. Mitte der 1980er ging er nach Brüssel und war Sänger und Keyboarder der Projekte Metropakt (Neue Strassen) und Velodrome (Glasfabrik), die er zusammen mit Jordi Guber (Jorge Guber) realisierte. Außerdem war er Sänger der 1986 in Frankfurt am Main gegründeten Band Micro Chip League (MCL) um Alexander Henninger.
Chrislo Haas starb im Oktober 2004 in Berlin.

## Diskografie

### CHBB
- 1981: CHBB 1 – Schwarz (C-10)
- 1981: CHBB 2 – Rot (C-10)
- 1981: CHBB 3 – Blau (C-10)
- 1981: CHBB 4 – Silber (C-10)

### Liaisons Dangereuses
- 1981: Liaisons Dangereuses (Album)
- 1982: Los niños del parque (Single)
- 1982: Los niños del parque (Maxi-Single)